# 门诺·西蒙斯
门诺·西蒙斯（Menno Simons，1496年—1561年），或譯门诺·西門，文艺复兴时期荷蘭神学家。他曾為天主教神父，后来参与了重洗派，成为一位牧师。他深受馬丁路德著作的影响，宣称人们应过一种敬虔、听从聖言的生活，提倡平和安宁。门诺派信徒从他而始。

## 传记

### 早期生活
门诺·西蒙斯出生于神圣罗马帝国弗里斯兰省（今荷蘭）维特马瑟姆。关于他的童年和家庭，我们知之甚少，只知道他生长在一个贫穷的农民家庭。他父亲的名字叫西蒙，西蒙斯是他的姓氏，他还有一个叫彼得的兄弟。
西蒙斯在一个饱受战争蹂躏、心灰意冷的国家长大。弗里斯兰在 15 世纪末和 16 世纪初饱受战火蹂躏。15世纪 90 年代，雇佣兵出没于弗里斯兰，迫使“自由”弗里斯兰人接受萨克森-迈森公爵作为国家元首。这位公爵是哈布斯堡家族的荷兰总督。哈布斯堡家族的死敌之一盖尔德斯公爵于 1515 年入侵弗里斯兰，占领了一半土地。萨克森将另一半割让给哈布斯堡家族。弗里斯兰人试图重获自由，但他们太弱了，最终接受了哈布斯堡王朝皇帝查理五世的帝国权威。
西蒙斯学习了拉丁语和一些希腊语，在接受神父培训期间，他还学习了拉丁教父。无论是在接受神父培训之前还是期间，他从未读过《圣经》，因为他担心自己会受到《圣经》的负面影响。后来，当他回忆起这段经历时，他称自己很愚蠢。

### 圣职和兄弟的死亡
1515 年或 1516 年，他在乌得勒支被任命为罗马天主教神父。随后，他被任命为父亲村庄Pingjum的随行神父（1524 年）。
大约在 1526 年或 1527 年，关于变体论教义的疑问促使门诺·西蒙斯开始认真深入地研究圣经，他承认自己虽然是一名神父，但之前从未研究过圣经。马丁·路德、马丁·布塞尔和海因里希·布林格给出的不一致的答案让门诺不满意；他决心只依靠圣经，从那时起，他把自己的布道描述为“福音式的”，而不是“圣礼式的”。

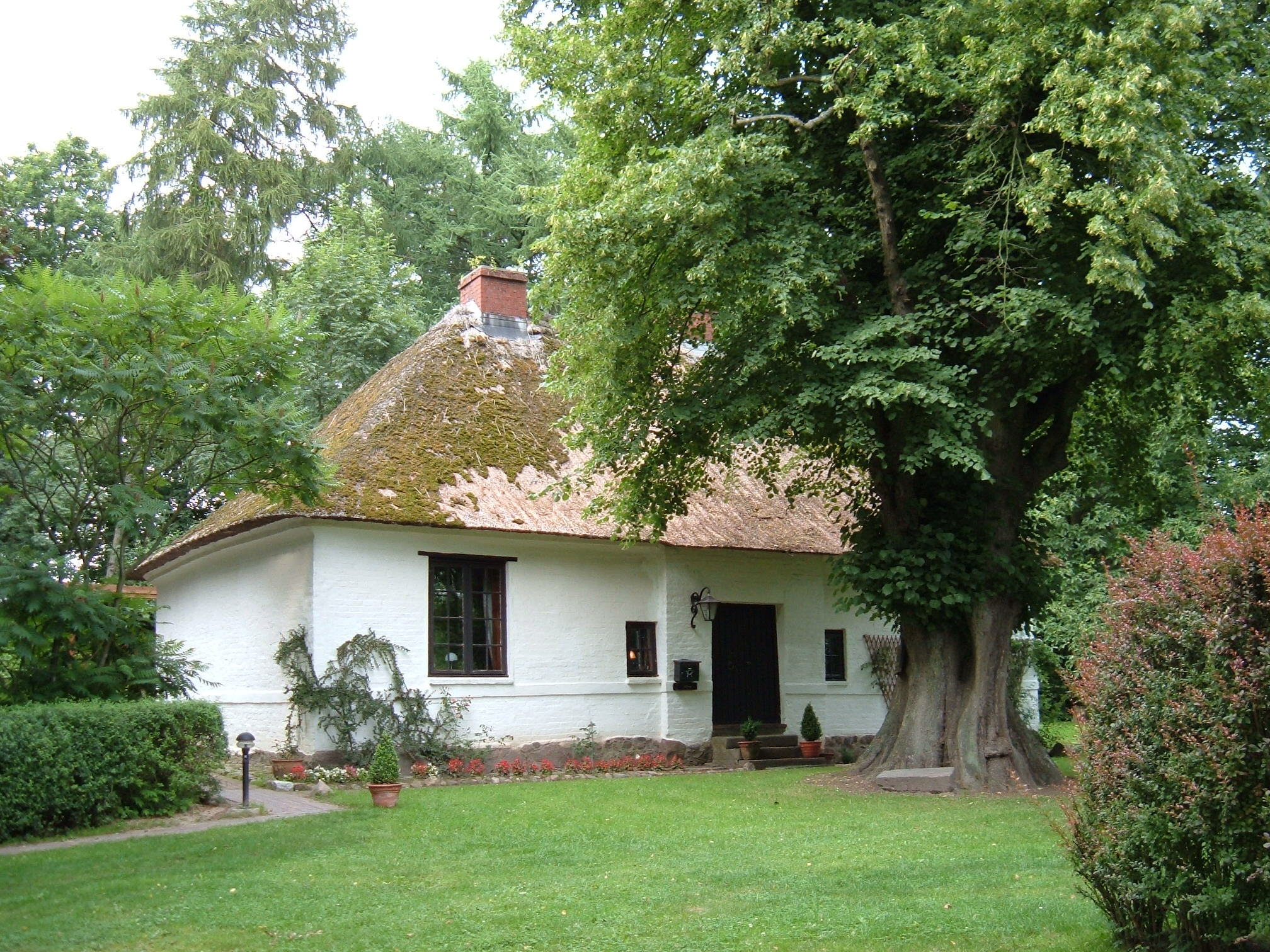
位于巴特奥尔德斯洛附近的一所房子，据说西蒙斯曾在其中工作

门诺第一次知道“重新洗礼”的概念，他说“听起来很奇怪”，是在 1531 年，当时他听说了西克·弗里克斯·斯奈德 (Sicke Freerks Snijder) 在吕伐登因“重新受洗”而被斩首的消息（“斯奈德”的意思是“裁缝”，可能不是这个姓氏，因为 Freerks 是 Freerk 的父名，而西克实际上是个裁缝）。重新研究圣经后，门诺·西蒙斯相信圣经里没有婴儿洗礼的内容。他与牧师讨论了这个问题，查阅了教父的著作，阅读了马丁·路德和海因里希·布林格的著作。在某个时候，他还阅读了鹿特丹的伊拉斯谟的一些著作，这些著作影响了他对基督徒生活和教会的看法。在他仍在思考这个问题的时候，他被调到了维特马苏姆。在这里，他直接接触了再洗礼派，他们宣扬并实践“信徒洗礼”。后来，一些明斯特派信徒也来到了那里。虽然他认为他们被误导和狂热，但他被他们的热情以及他们对圣经、教会和门徒训练的看法所吸引。
1535 年，他的兄弟彼得因参与一群再洗礼派教徒暴力占领名为 Oldeklooster (或Bloemkamp Abbey ) 的天主教修道院而在博尔斯瓦德附近被杀害。 1535 年 3 月 30 日，这座修道院位于荷兰弗里斯兰省博尔斯瓦德附近，被大约 300 名弗里斯兰再洗礼派男女信徒占领，率领者是明斯特再洗礼派使者揚·范吉倫（Jan van Geelen）。他们由此赢得了强势地位，并从这里试图征服整个省份。帝国执政格奥尔格·申克·范图滕堡被任命负责从再洗礼派手中夺取这座古老的修道院。他以为自己可以轻而易举地做到这一点，但却发现自己不得不进行常规围攻。 4 月 1 日，他决定用重炮轰击修道院，并试图强攻，率领士兵进行了四次进攻。第三次进攻时，他们成功占领了几个阵地，尽管一些防御工事和教堂仍被再洗礼派控制。4 月 7 日，经过一场激烈的战斗，修道院终于被攻占。300 名再洗礼派教徒被杀。在袭击中没有丧生的人中，37 人被斩首，132 人（包括男性和女性）被带到吕伐登，在那里，另外 55 人在短暂的审判后被处决。扬·范吉伦逃脱了。
弟弟彼得去世后，门诺经历了精神和心理危机。他说他“叹息着、流着泪向上帝祈祷，希望上帝赐予我这个悲痛的罪人恩典，让我内心洁净，并仁慈地通过基督鲜血的功劳，宽恕我不洁的行为和无益的生活……”

### 再洗礼派
1536 年 1 月 12 日，门诺·西蒙斯拒绝了天主教会和神职人员的身份，加入再洗礼派。他接受洗礼的具体日期不详，但他可能是在 1536 年初离开维特马苏姆后不久接受洗礼的。到 1536 年 10 月，他与再洗礼派的联系已广为人知，因为就在那个月，赫尔曼和格里特·扬斯因收留西蒙斯而被捕、指控和斩首。他于 1537 年左右被奥贝·菲利普斯重新按立為牧師。奥贝和他的兄弟德克·菲利普斯是梅尔基奥尔·霍夫曼的和平信徒（霍夫曼的追随者中更激进的人，曾参加过明斯特叛乱）。当霍夫曼在东弗里斯兰的埃姆登教授和实践信徒洗礼时，引入了荷兰第一个自给自足的再洗礼派教会。门诺·西蒙斯拒绝了明斯特运动所提倡的暴力，认为这不符合圣经。他的神学专注于脱离这个世界，忏悔洗礼象征着这一点。
因为真正的福音信仰具有这样的性质：它不能处于休眠状态；而是在一切正义和爱的行为中表现出来；它对血肉之躯死去；摧毁一切被禁止的情欲和欲望；热诚地寻求、侍奉和敬畏上帝；给赤身裸体的人穿衣服；给饥饿的人提供食物；安慰受苦的人；为不幸的人提供住所；帮助和安慰所有受压迫的人；以德报怨；服务那些伤害它的人；为那些迫害它的人祈祷；用上帝的话语教导、劝诫和责备；寻找迷失的人；包扎受伤的人；医治患病的人，拯救健康的人。为了上帝的真理而遭受的迫害、痛苦和焦虑，对它来说是一种光荣的喜悦和安慰。

— 门诺•西蒙斯，《我为何不停止教学和写作》，1539年
门诺显然很快就成为了一位有影响力的人物。1540 年之前，大卫·尤里斯，一位“灵感派”的再洗礼派教徒，是荷兰最有影响力的领导人。到了 1544 年，门诺派或门尼派这个词在一封信中被用来指荷兰再洗礼派教徒。门诺放弃天主教信仰 25 年后，1561 年 1 月 31 日，在荷尔斯泰因的维斯滕费尔德去世，葬在他的花园里。他娶了一位名叫格特鲁德的妻子，他们至少有三个孩子，两个女儿和一个儿子。只有一个女儿比他活得长。

## 神学

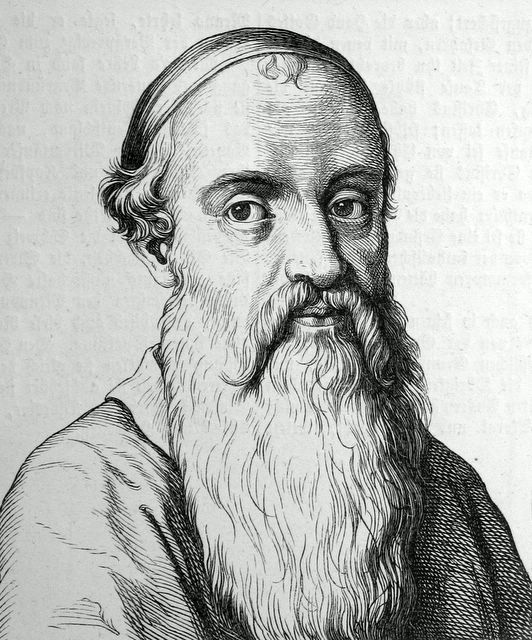
门诺·西蒙斯 (1854)

门诺·西蒙斯对低地国家重洗派的影响如此之大，以至于浸信会历史学家威廉·埃斯特普建议将他们的历史分为三个时期：“门诺之前、门诺统治时期和门诺之后”。门诺之所以如此重要，是因为他来到北方重洗派运动最困难的时期，不仅帮助维持了它，还将其确立为一个可行的激进改革运动。

### 化身
门诺相信耶稣拥有“天上的肉身”，而不是从玛利亚那里获得人类的血肉。他说基督“不是从玛利亚的子宫中受孕，而是在她的子宫中受孕”。门诺诉诸科学理论来支持他的论点，尽管他缺乏科学训练。

### 逐出教会
Girolimon (1995) 将门诺·西蒙斯的教义与新教改革家约翰·加尔文(1509-64) 的教义进行了比较，重点关注逐出教会问题。这一神学分析强调了两位领导人在四个基本原则上的鲜明对比：逐出教会的程序、对逐出教会者的制裁严厉程度、悔改者的恢复以及民事惩罚。加尔文和门诺分别是宗教改革不同派别的领导人，他们都认为这种极端形式的纪律对于教会在社会中的运作至关重要，并同意《新约》中所表达的逐出教会的基本理由。然而，门诺设想将谴责作为整个教会对任何罪恶实施的一种程序；加尔文将逐出教会保留给牧师团和宗教会议确定的特别严重的违法行为。除其他分歧外，加尔文赞成对某些形式的非正统行为进行民事惩罚，而门诺则主张严格的政教分离。他们在教会纪律必要性问题上的观点分歧最大。西蒙斯认为，人类的完美性可以在皈依后实现，而加尔文则强调奥古斯丁的人类堕落神学。

### 基督的新娘
门诺·西蒙斯在构想新教会时大量借鉴了圣经中基督新娘的形象。他发现《所罗门之歌》中描述了一个被净化的教会与基督之间的关系，这种关系不仅适用于改革教会，也适用于男女之间的世俗婚姻。就像歌中的新娘一样，女人必须带着全心全意的爱和奉献而来，并通过与丈夫的接触来净化她天生的邪恶。他没有改变男女关系的传统观点，而是理想化了女人的从属和无性地位。

### 婴儿洗礼
再洗礼派坚持信徒（通常是成年人）的洗礼。相比之下，马丁·路德则为婴儿洗礼辩护；他之所以相信婴儿洗礼，是因为他觉得教会是基督教社会中理想的包容性实体。门诺·西蒙斯拒绝婴儿洗礼，是因为他认为教会是一群自愿将生命献给基督的有纪律的个体。他认为成圣是一个终生的过程，并不能完全消除人生命中的罪孽。

### 和平
尽管 16 世纪阿姆斯特丹和明斯特的一些再洗礼派教徒参与了暴力和谋杀，但荷兰门诺派教徒总体上是虔诚而和平的。门诺·西蒙斯在 1539 年的基督教洗礼中表示，他不愿参与争端，这可能源于他多年来不愿宣布自己的真实信仰。西蒙斯与激进的明斯特派教徒及和平的梅尔基奥派教徒（Melchiorites）的关系可能提供了更多线索。

### 禁欲主义
门诺·西蒙斯反对禁欲主义，认为它有传统的社交退缩、苦行和自我否定等做法。然而，历史神学家理查德·瓦兰塔西斯认为，禁欲主义不应被定义为这些身体实践，而应被定义为一组活动，旨在通过新的主观性、不同的社会关系和替代的象征世界，重建个人与主流社会环境之间的社会关系。根据瓦兰塔西斯的定义，西蒙斯的神学是禁欲主义的，因为它用这些方法来重建再洗礼派与“世俗”社会的关系。

## 扩展阅读
- Dutch Anabaptism: Origin, Spread, Life and Thought (1450–1600), by Cornelius Krahn
- The Anabaptist Story: An Introduction to Sixteenth-Century Anabaptism, by William Roscoe Estep ISBN 0-8028-0886-7
- The Complete Writings of Menno Simons..., translated by Leonard Verduin and edited by John C. Wenger, with a biography by Harold S. Bender ISBN 0-8361-1353-5